# Johanne Sophie Herre
 Johanne Sophie Herre  (* 8. Juli 1706 in Dessau; † 5. Juni 1796 ebenda) war die morganatische Ehefrau von Wilhelm Gustav, Erbprinz von Dessau (1699–1737), und spätere Reichsgräfin von Anhalt.

## Herkunft
Johanne Sophie Herre stammt mütterlicherseits aus einer alteingesessenen und begüterten Kaufmanns- und Apothekerfamilie. Die Mutter, Katharina Dorothea Starke (1680–1761), war die Tochter des angesehenen Rektors der Dessauer Lateinschule. Der Vater, Christian Herre (1646–1720), vormals Bürgermeister in Jeßnitz – er hatte sein Vermögen als Handelsherr und Erbe einer früheren Ehe erworben – führte seine erfolgreichen Geschäfte auch nach Heirat ihrer Mutter 1691 weiter.
Von den drei älteren Brüdern standen zwei als Offiziere in preußischem Dienst, der jüngste war Propst in Wörlitz. Herre hatte eine jüngere Schwester.

## Heirat und Ehe
Wie und wo sich Herre und der Erbprinz kennenlernten, ist nicht überliefert. Allerdings waren die beiden entfernt verwandt. Die Mutter des Erbprinzen war eine Dessauer Apothekerstochter, Anna Luise Föhse, nachmals Gräfin von Anhalt und als Ehefrau des Fürsten Leopold I. Fürstin. Obwohl Dessau fürstliche Residenz war, lebten dort zu Beginn des 18. Jahrhunderts nur wenige Tausend Menschen. In dieser kleinen Stadt waren die Elternhäuser der beiden nur etwa 300 Meter voneinander entfernt.
Am 14. März 1726 heirateten Wilhelm Gustav und Herre. Die heimliche, nächtliche Vermählung fand in Dessau statt. Zugegen waren nur das Brautpaar, Pastor Hoffmeister aus Raguhn, der die Trauung vollzog, und Herres Großmutter, Anna Elisabeth Starke.
Das junge Ehepaar hielt die Vermählung geheim. Trotzdem bezog Johanne Sophie Herre eine Wohnung in Hornburg, in der Nähe des Dienstortes ihres Gatten, der als Offizier in der preußischen Armee diente.
Im Sommer 1727, kurz nach der Geburt des ersten Kindes Wilhelm, zog die kleine Familie nach Gut Kleckewitz, wo Herre die nächsten zwei Jahrzehnte zurückgezogen verbrachte. Der Erbprinz, dem Gut Kleckewitz vom Fürsten zur Nutzung überlassen worden war, besuchte sie zwar regelmäßig, lebte aber weiterhin in Dessau oder seiner Garnison. Johanne Sophie Herre und ihre Kinder hatten in diesen Jahren keine offiziellen Kontakte zum Dessauer Hof und zur fürstlichen Familie.
Den Lebensunterhalt bestritt die ständig wachsende Familie aus dem Privatvermögen Wilhelm Gustavs und den Einkünften aus Gut Kleckewitz sowie seiner Stellung als preußischer Offizier.
Alle neun Kinder aus dieser Ehe wurden in den Taufregistern als legitime Kinder des Erbprinzen und seiner Ehefrau bezeichnet. Zwar hatte sich Wilhelm Gustav schon 1734 in einem Testament zu Frau und Kindern bekannt und letztere als Erben eingesetzt, allerdings wurde auch dieses Testament geheim gehalten.

## Tod des Erbprinzen und erste Witwenjahre
Im Dezember 1737 infizierte sich Wilhelm Gustav mit dem Pockenvirus. Die hochschwangere Herre besuchte ihn in aller Heimlichkeit an seinem Krankenlager. Angesichts dieser tödlichen Erkrankung offenbarte er seinem Bruder Moritz Ehe und Vaterschaften. Zwei Tage später, am 16. Dezember 1737, verstarb der Dessauer Erbprinz. Seine Witwe und seine Kinder verbrachten den Tag auf Gut Kleckewitz.
Wilhelm Gustav wurde am 16. Januar 1738 als unvermählter Erbprinz von Anhalt-Dessau beigesetzt; weder Herre noch die Kinder nahmen an der Zeremonie teil.
Mit Eröffnung des Testaments von 1734 verpflichtete sich Leopold I. von Anhalt-Dessau, für den Unterhalt der Familie zu sorgen. Alle Kinder wurden von der anhalt-dessauischen Erbfolge ausgeschlossen. Unter der Bedingung, weiterhin unauffällig auf Gut Kleckewitz zu leben, setzte er Unterhalt für alle Kinder bis zu deren 16. Geburtstag fest, eine Jahresrente für seine verwitwete Schwiegertochter und Mitgiften für die drei Enkeltöchter. Seine Enkelsöhne wurden verpflichtet, in den Militärdienst zu treten. Zum Vormund der Kinder wurde Prinz Moritz bestimmt; Johanne Sophies eigene Angelegenheiten sollten von ihrem Bruder Christian Herre, preußischer Quartiermeister, geregelt werden.
Der Dessauer Hof duldete, dass die Witwe ihre Dokumente als „Johanne Sophie des Erbprinzen Wilhelm Gustav von Anhalt Witwe“ unterzeichnete und das fürstlich-anhaltische Wappen führte. Von einer teilweisen Anerkennung ihres sozialen Ranges zeugt auch die Titulierung der Söhne als „Herren von Anhalt“ und der Töchter als „Dames“.

## Die Zeit als Reichsgräfin

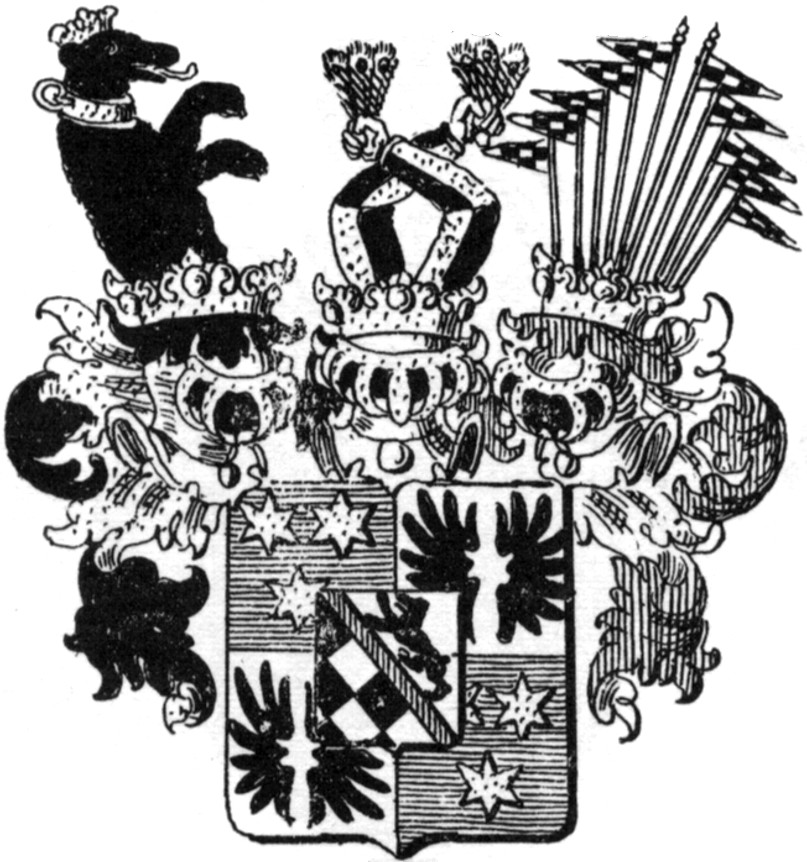
Reichsgräfliches Wappen von 1749

Bis zum Tod des Alten Dessauers am 9. April 1747 lebte Johanne Sophie zurückgezogen auf Gut Kleckewitz. Ihre drei älteren Söhne traten in die preußische Armee ein, die jüngeren Kinder wurden gemeinsam von ihr und dem Vormund, Prinz Moritz, erzogen.
Diese Situation änderte sich, als der neue Fürst von Anhalt-Dessau, Leopold II. Maximilian, ab 1748 die Nobilitierung der Familie seines verstorbenen Bruders in den Reichsgrafenstand forcierte. Nach Klärung der finanziellen Fragen – Fürst Leopold II. und seine Geschwister teilten sich die Kosten von 22.000 Reichstalern – wurde der förmliche Antrag beim kaiserlichen Reichshofrat in Wien gestellt. Am 19. September 1749 gab Kaiser Franz I. seine Zustimmung und Johanne Sophie Herre und ihre neun Kinder wurden die Reichsgrafen und -gräfinnen von Anhalt. Damit verbunden war das Recht auf ein eigenes Wappen, aber auch der Ausschluss von der anhaltischen Erbfolge.

Herres Palais in der Dessauer Kavalierstr. 41 (links)

In diesem Jahr schenkte Fürst Leopold II. seiner Schwägerin ein standesgemäßes Stadtpalais nebst Steuer- und Abgabefreiheit. Johanne Sophie verlegte ihren Wohnsitz nach Dessau. Sie lebte in engem Kontakt mit ihren Verwandten, nahm am Hofleben teil und wurde nicht zuletzt von Fürst Franz sehr geschätzt.
Den daraus entstehenden Finanzbedarf konnte sie aus eigenen Mitteln – basierend auf den Verfügungen des Alten Dessauers vom Januar 1738 – nicht bestreiten und war angewiesen auf Zuwendungen der Geschwister ihres verstorbenen Mannes. Die erhielt sie aus Schenkungen und Testamenten, z. B. aus dem Nachlass des Prinzen Eugen 18.000 Taler und eine Jahrespension von 1.200 Talern. So konnte sie Teile der Nachbargrundstücke und das nebenstehende Haus zukaufen. 1787 lebte sie darin mit fünf Dienern und vier Mägden.

## Tod
Die Reichsgräfin Johanne Sophie von Anhalt erfreute sich zeitlebens guter Gesundheit. Sie überlebte sieben ihrer neun Kinder, bevor sie am 5. Juni 1795 in ihrem Haus entschlief.
Sofort nach ihrem Tod ließ Fürst Franz ein repräsentatives Grabmal für die Reichsgräfin errichten. Er wählte dafür die Mitte der Südseite des Neuen Begräbnisplatzes. Das Gewölbe in dorischem Stil, erbaut aus pirnaischem Sandstein und verputztem Backstein, beherbergte eine kleine Halle mit dem Sarg. Über dem Türsturz wurde eine Inschriftentafel angebracht. Der Text – von Fürst Franz selbst verfasst, bezeugt dessen großen Respekt gegenüber der Verstorbenen – lautet:

„johanne sophie herre /
graefin zv anhalt / geboren den VIII. ivli MDCCVII / vermaelt mit gvstav erbprinzen zv anhalt-dessav, den XIV. Maerz MDCCXXVI / gestorben den V. ivnu MDCCLXXXXV. / gleich der silbernen welle, die sanft durch wiesen sich schlaengelnd / freundlich die ufer erfrischt, zog sich ihr leben dahin.“

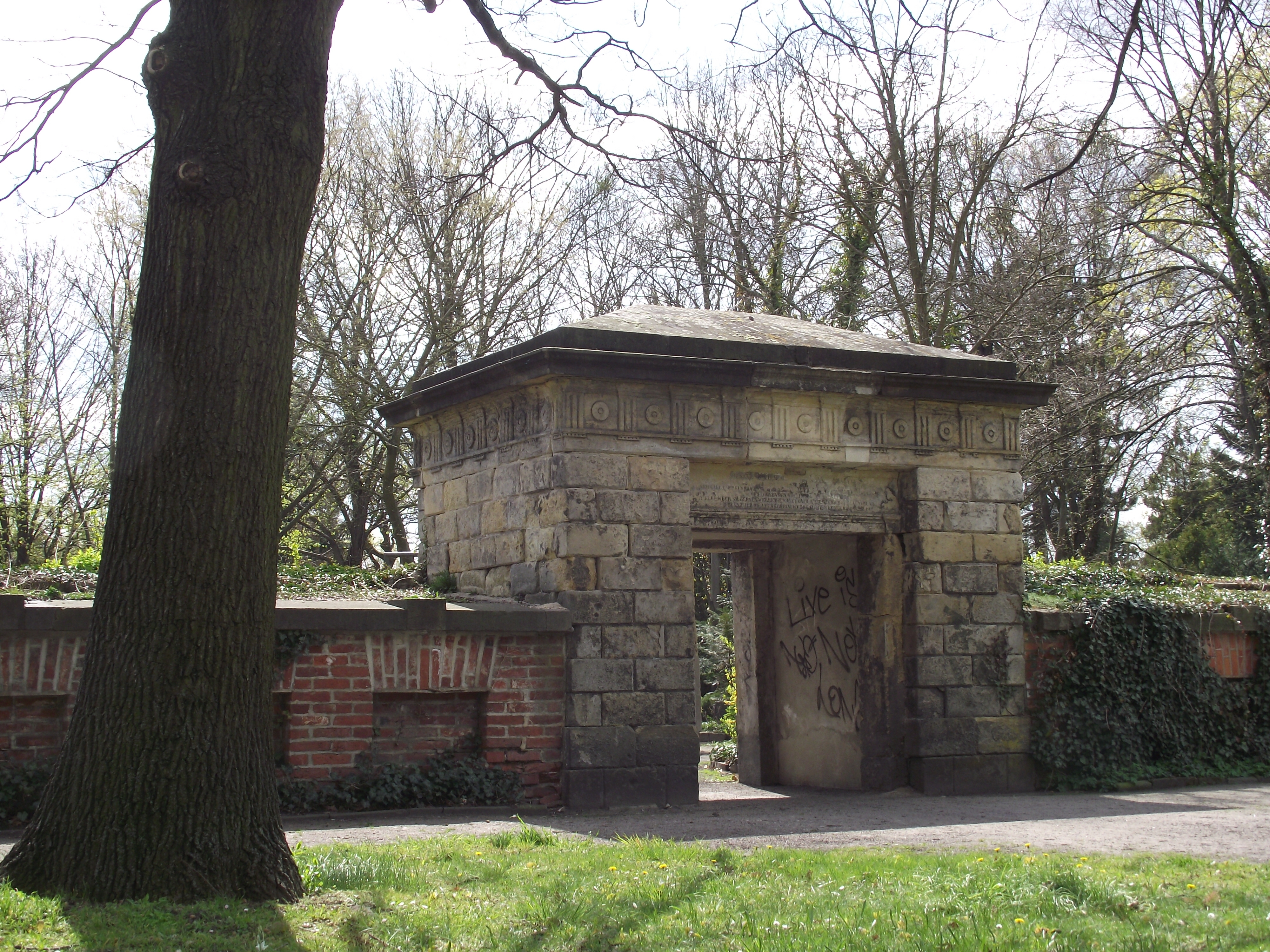
Grabmal auf dem Historischen Friedhof Dessau

1833, anlässlich der Erweiterung des Friedhofes, wurde die Grabkammer geöffnet, durchbrochen und zum Durchgang umgestaltet. Die sterblichen Überreste der Johanne Sophie Herre wurden mit Genehmigung ihrer Enkeltochter, Luise Kasimire Gräfin Waldersee, in ein Gewölbe unter dem heutigen Portal umgebettet.

## Sonstiges
Den Erbprinzen und seine Ehegattin verband eine gemeinsame Urgroßmutter, Eleonora Blandina Schulze (1621–1696), die nacheinander mit den Apothekern Dominicus Starke (dem Urgroßvater Herres) und Christoph Föhse (dem Urgroßvater Wilhelm Gustavs) verheiratet war.
Gut Kleckewitz gehörte bis 1727 der Kusine Wilhelm Gustavs. Von ihr kaufte es der Alte Dessauer und überließ es im selben Jahr seinem Sohn zwar nicht als Eigentum, aber zur Nutzung mit allen Einkünften.
Herres Erben verkauften das stattliche Anwesen in der Dessauer Innenstadt an Prof. Ludwig Heinrich Ferdinand Olivier, den Vater der Maler-Brüder Heinrich, Ferdinand und Friedrich Olivier. Das Haus wurde bei den Bombenangriffen im März 1945 schwer beschädigt und später abgerissen.

## Nachkommen
- Wilhelm, Graf von Anhalt (15. März 1727–3. November 1760 in der Schlacht bei Torgau), preußischer Oberstleutnant
- Leopold Ludwig, Graf von Anhalt (28. Februar 1729–28. April 1795), preußischer General, Träger des Schwarzen Adlerordens
- Gustav, Graf von Anhalt (26. Mai 1730–22. November 1757 in der Schlacht von Breslau), Grenadier -Hauptmann im preußischen Infanterie-Regiment Nr. 47
- Johanna Sophie, Gräfin von Anhalt (9. Juli 1731–15. Juli 1786), Äbtissin des Hochadligen Fräuleinstiftes im Schloss Mosigkau
- Friedrich, Graf von Anhalt (21. Mai 1732–2. Juni 1794), Generaladjutant der russischen Zarin Katharina II.
- Wilhelmine, Gräfin von Anhalt (12. Februar 1734–4. Juni 1781)
- Albrecht, Graf von Anhalt (24. Juni 1735–26. August 1802), preußischer Generalmajor
- Heinrich, Graf von Anhalt (4. September 1736–14. September 1758), preußischer Hauptmann
- Leopoldina Anna, Gräfin von Anhalt (26. Januar 1738–23. September 1808)